# Turla (phần mềm độc hại)
Turla hoặc Uroboros (tiếng Nga: Турла) là gói Trojan bị các nhà nghiên cứu an ninh máy tính và nhân viên tình báo phương Tây nghi ngờ là sản phẩm của một cơ quan chính phủ Nga cùng tên.
Tỷ lệ lây nhiễm vi-rút từ Turla mức cao là ở Nga, Kazakhstan và Việt Nam, tiếp theo là Hoa Kỳ và Trung Quốc. Tỷ lệ lây nhiễm từ loại vi-rút này mức thấp là ở Châu Âu, Nam Mỹ và Châu Á (bao gồm cả Ấn Độ).

## Phần mềm độc hại
Từ năm 2008, Turla đã nhắm mục tiêu đầu tiên là chính phủ và quân đội.
Vào tháng 12 năm 2014, có bằng chứng về việc nhóm này nhắm mục tiêu vào các hệ điều hành chạy Linux.

## Nhóm
Những tổ chức có hoạt động tương tự đều được gọi là Turla. Dan Goodin trên Ars Technica mô tả Turla là "gián điệp Nga". Kể từ đó những cái tên như Snake, Krypton và Venomous Bear đã được đặt cho Turla.